# Saretschje (Kaliningrad, Tschernjachowsk)
Saretschje (russisch Заречье, deutsch Uszupönen, 1936–1938 Uschupönen, 1938–1945 Moorhof, litauisch Užupėnai) ist ein Ort in der russischen Oblast Kaliningrad. Er gehört zur kommunalen Selbstverwaltungseinheit Stadtkreis Tschernjachowsk im Rajon Tschernjachowsk.

## Geographische Lage
Saretschje liegt am Nordufer der Angerapp (russisch: Angrapa) 12 Kilometer östlich der Rajonstadt Tschernjachowsk (Insterburg) gegenüber von Krasnopoljanskoje (Groß Gaudischkehmen/Großgauden), mit dem es über eine Brücke verbunden ist.

## Geschichte
Das spätere Gutsdorf mit mehreren kleinen Höfen, anfänglich Oschuppen genannt,  wurde im Jahre 1554 erstmals urkundlich erwähnt. Zwischen 1874 und 1945 war der Ort – anfangs sowohl als Landgemeinde als auch als Gutsbezirk – in den Amtsbezirk Ischdaggen (1938 bis 1945: Branden, heute russisch: Lermontowo) eingegliedert, der zum Kreis Gumbinnen im Regierungsbezirk Gumbinnen der preußischen Provinz Ostpreußen gehörte. 
Am 30. September 1928 schlossen sich der Gutsbezirk und die Landgemeinde zur neuen Landgemeinde Uszupönen zusammen. Am 17. September wurde die Schreibweise des Namens Uszupönen in „Uschupönen“ geändert, am 3. Juni 1938 wurde das Dorf in „Moorhof“ umbenannt.
1945 kam das Dorf in Folge des Zweiten Weltkriegs mit dem nördlichen Ostpreußen zur Sowjetunion. 1947 erhielt es die russische Bezeichnung „Saretschje“ und wurde gleichzeitig dem Dorfsowjet Krasnopoljanski selski Sowet im Rajon Tschernjachowsk zugeordnet. Von 2008 bis 2015 gehörte Saretschje zur Landgemeinde Swobodnenskoje selskoje posselenije und seither zum Stadtkreis Tschernjachowsk.

### Einwohnerentwicklung
| Jahr | Einwohner | Bemerkungen        |
| ---- | --------- | ------------------ |
| 1910 | 172       | Dorf: 151, Gut: 21 |
| 1933 | 173       |                    |
| 1939 | 132       |                    |
| 2002 | 31        |                    |
| 2010 | 34        |                    |

## Kirche
Mehrheitlich gehörte die Bevölkerung von Uszupönen resp. Moorhof der evangelischen Kirche an. Sie war bis 1945 in das Kirchspiel der Kirche Ischdaggen (1938–1946: Branden, heute russisch: Lermontowo) eingepfarrt, die zum Kirchenkreis Gumbinnen (heute russisch: Gussew) in der Kirchenprovinz Ostpreußen der Kirche der Altpreußischen Union gehörte. Heute liegt Saretschje im Einzugsbereich der neu entstandenen evangelisch-lutherischen Gemeinde in Tschernjachowsk (Insterburg), mit Pfarrsitz für die Kirchenregion Tschernjachowsk in der Propstei Kaliningrad der Evangelisch-lutherischen Kirche Europäisches Russland.